# Gisela Birkemeyer
Gisela Birkemeyer (născută Köhler; n. 22 decembrie 1931, Rosenbach/Vogtl.⁠(d), Saxonia, Germania – d. 26 martie 2024, Berlin, Germania) a fost o atletă germană, medaliată olimpică. A participat la două ediții ale Jocurilor Olimpice (1956, 1960) în care a câștigat o medalie de argint și o medalie de bronz în proba de 80 m garduri.

## Palmares
| An   | Competiție           | Locație              | Loc | Eveniment    | Note |
| ---- | -------------------- | -------------------- | --- | ------------ | ---- |
| 1956 | Jocurile Olimpice    | Melbourne, Australia | 7   | 100 m        | 11.9 |
| 1956 | Jocurile Olimpice    | Melbourne, Australia | 6   | 200 m        | 24,3 |
| 1956 | Jocurile Olimpice    | Melbourne, Australia | 2   | 80 m garduri | 10,9 |
| 1956 | Jocurile Olimpice    | Melbourne, Australia | 6   | 4x100 m      | 47,2 |
| 1958 | Campionatul European | Stockholm, Suedia    | 3   | 80 m garduri | 11,0 |
| 1958 | Campionatul European | Stockholm, Suedia    | 6   | 4x100 m      | 46,4 |
| 1960 | Jocurile Olimpice    | Roma, Italia         | 14  | 100 m        | 12,1 |
| 1960 | Jocurile Olimpice    | Roma, Italia         | 11  | 200 m        | 24,9 |
| 1960 | Jocurile Olimpice    | Roma, Italia         | 3   | 80 m garduri | 11,0 |